# Maurizio Vallone
Maurizio Vallone (Apuania, 1º luglio 1940) è un giornalista italiano.

## Biografia
Dal 1976 lavora in RAI alla redazione del TG2, che all'epoca era diretto da Andrea Barbato. Da allora ha condotto varie edizioni del TG2. Con Vallone si alternavano alla conduzione del TG2 Giancarlo Santalmassi, all'epoca vice-direttore della testata, e Mario Pastore. Nel 1978 fu il primo giornalista televisivo a intervistare Giovanna Amati dopo la sua liberazione dopo il sequestro. Rimane storica la notizia data da Vallone al TG2 delle 13 dell'11 giugno 1981 della tragedia occorsa al piccolo Alfredino Rampi, che cadde in un pozzo artesiano largo 30 centimetri e profondo più di 80 metri a Vermicino, nei pressi di Roma il 10 giugno. Il giorno successivo, però, Vallone venne inviato sul luogo della tragedia e alla conduzione del telegiornale ci fu Giancarlo Santalmassi.
In seguito Vallone ha curato varie trasmissioni sportive tra cui Domenica Sprint e 90º minuto.
Dal 1987 al 1990 Vallone ha lasciato la conduzione del TG2, ricoprendo il ruolo di curatore di alcune rubriche tra cui TG2 Dossier, TG2 Di tasca nostra e TG2 Bella Italia, poi si è occupato di varie trasmissioni sportive, e dal 2003 in poi ha curato anche la rubrica sportiva di Rai Sport Dribbling e La Domenica Sportiva che sarà condotta da Jacopo Volpi.